# Вельо Сиреков
Вельо Атанасов Сиреков (Сейреков) е български революционер, участник в Априлското въстание от 1876 г.
Вельо Сиреков е роден в село Копривщица около 1842 г., в семейството на Атанас и Невена Сирекови. Прехраната си изкарва като дограмаджия и дърводелец. Като съзаклятник и участник в Революционния комитет взима участие в подготовката на въстанието в родния си град от 20 до 30 април 1876 г. На 20 април взима участие в бойната група на Георги Тиханек убила на Калъчев мост първото турско заптие. Името му е издълбано на Барелефа за обявяването на Априлското въстание. След потушаването на въстанието на 6 май същата година е заловен от властите и конвоиран в София, а оттам е преместен в затвора във Филибе. След шест месеца, прекарани като затворник, е освободен поради недоказаност на обвиненията, че е въстаник, които той и без това отрича постоянно.
| „ | Като началник по приемането барута и куршума беше назначен Велю Серека. В началото на приготовленията в неговата къща се правеха фишеците, но понеже тя се намира на лично място, съседите бяха започнали да подозират и затова Танчовата къща биде превърната в арсенал, дето под командата на Серека работеха; Лука Ат. Гьотилиев, Иван Д. Дишлиев, Стоян Пазарджиклията, (който се криеше у Танчови, защото бе убил сина на Пазарджиклията Али бей), Вангел Сърбинът, Георги Телчарят, Рашко Нягулов и други още двама. Куршумите се лееха на тяжест от 2,5,7 и 10 др. Краят на фишеците се потопяваше в разтвор от лой и восък. | “ |

Вельо Сиреков почива в Пловдив на 1 декември 1912 г. Близък роднина е на Петко Сиреков.